# Проспект Академіка Курчатова (Харків)
Проспект Академіка Курчатова — проспект у Харкові, у Київському районі, центральна магістраль історичної місцевості П'ятихатки на північній границі міста. Проспект починається біля гольф-клубу, проходить повз Харківський фізико-технічний інститут, з'єднується з Харківським шосе, повертає на північ, перетинає всі П'ятихатки і, перетинаючи по мосту Лозовеньківський проспект, виходить за межі міста як траса М20 на Бєлгород.

## Назва
Проспект названий на честь російського фізика, «батька радянської атомної бомби» академіка І. В. Курчатова (1903—1960). Працюючи над ядерною зброєю, він часто бував у Харківському фізико-технічному інституті, який тепер розташований в П'ятихатках, з головним виходом прямо на проспект. (За життя Курчатова Харківський фізико-технічний інститут знаходився на «старому майданчику» на вулиці Гуданова.)